# Zmysłówka (Krosno)
Pour l’article homonyme, voir Zmysłówka (Leżajsk).
Zmysłówka est une localité polonaise de la gmina de Rymanów, située dans le powiat de Krosno en voïvodie des Basses-Carpates.